# Wetterhorn
Das Wetterhorn ist ein 3690 m ü. M. hoher Berggipfel der Berner Alpen (Westalpen) im Schweizer Kanton Bern und steht oberhalb von Grindelwald bzw. Rosenlaui im Berner Oberland.
Das Wetterhorn wurde am 31. August 1844 durch Melchior Bannholzer und Joh. Jaun zum ersten Mal bestiegen. Die erste Winterbegehung erfolgte durch Meta Brevoort 1874, einer Ausnahmealpinistin für Winterbegehungen.
Unter dem Begriff Wetterhörner fasst man die 3 Gipfel Wetterhorn, Mittelhorn (3702 m, von der Höhe her der Hauptgipfel) und Rosenhorn (3689 m) zusammen. Von 1908 bis 1915 war am Fuss des Wetterhorns der Wetterhorn-Aufzug als erste personenbefördernde Luftseilbahn der Schweiz in Betrieb.

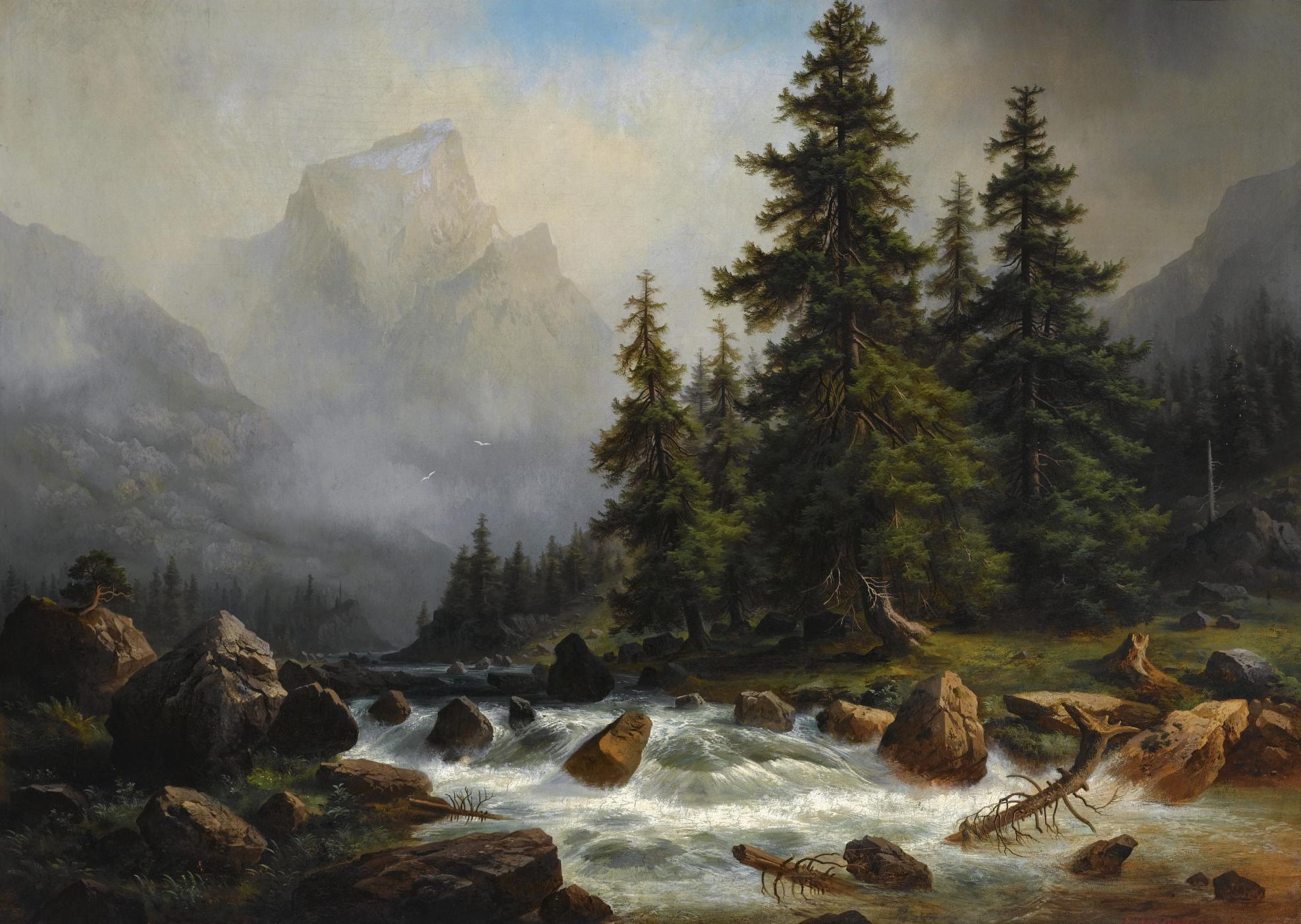
Gustav Hausmann: Blick auf das Wetterhorn, Ölgemälde, datiert 1876
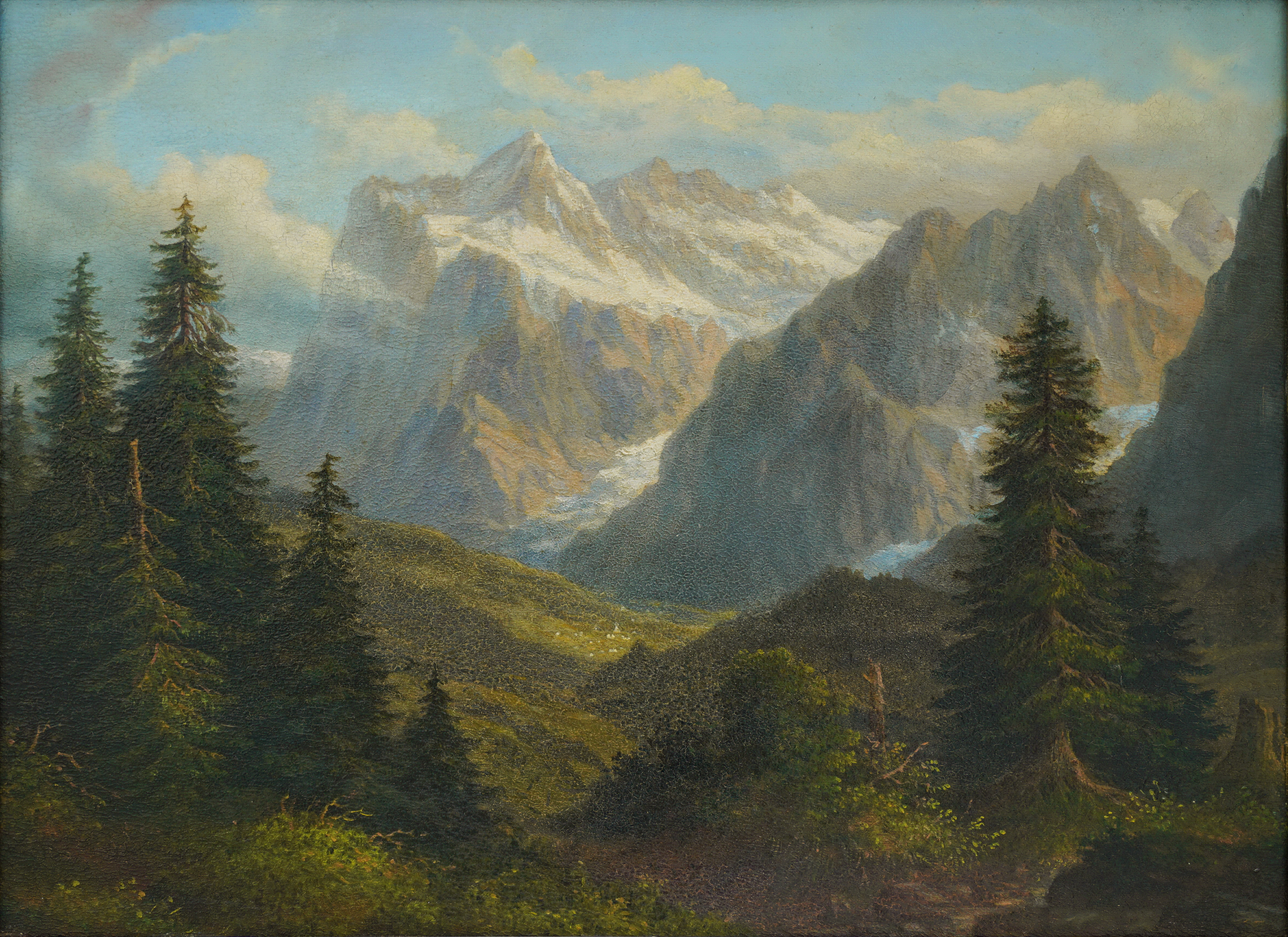
Heinrich Müller: Wetterhörner, Mättenberg, Oberer und Unterer Grindelwaldgletscher von Westen, um 1870/80
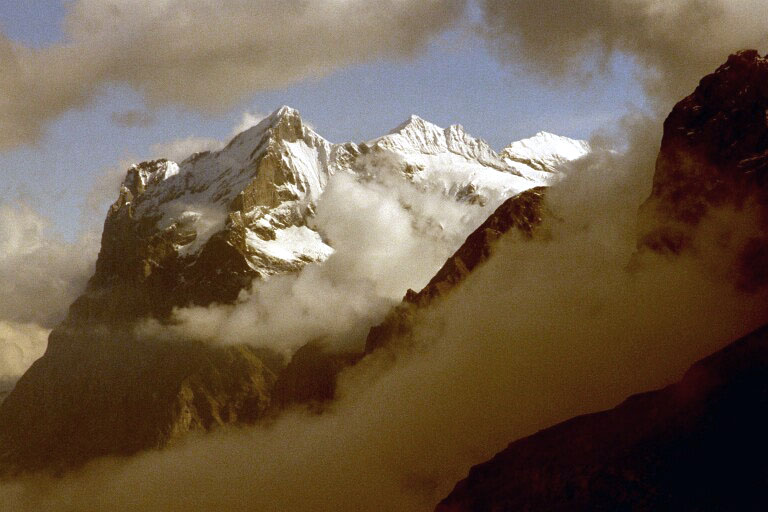
Blick auf das Wetterhorn vom Rotstock aus